# Ковалёва, Марина Алексеевна
Марина Алексеевна Ковалёва (род. 19 августа 1984 года, Омск, Омская область) — российская легкоатлетка, чемпионка России на марафонской дистанции (2013 г.), многократная участница, победитель и призёр международных марафонов.
Входила в 200 лучших легкоатлеток мира, соревнующихся на шоссе, и в 150 лучших легкоатлеток мира, бегающих марафоны.

## Биография
По её словам, в детстве Марина была болезненным ребёнком. В школе у неё было освобождение от уроков физкультуры. Бегать Марина начала, учась в колледже.
Выпускница СибГУФК. Представляет ЦОП "Авангард".
В 2010 году победила на Сибирском международном марафоне в первый раз.
В апреле 2011 финишировала 11-й на Парижском международном марафоне с результатом 2:31:11, что стало новым рекордом Омской области в марафоне. Также этот результат позволил Марине выполнить норматив мастера спорта международного класса. Впоследствии Марина несколько раз преодолевала этот норматив.
В марте 2012 завоевала "бронзу" на марафоне в Риме.
В апреле 2013 победила на Чемпионате и первенстве России среди молодёжи по марафону (Москва).
В сентябре 2015 завоевала "бронзу" на Чемпионате России по полумарафону.
В июле 2016 стала 3-й на Международном марафоне "Белые ночи" в Санкт-Петербурге.
В августе 2016 во второй раз победила на Сибирском международном марафоне.
В сентябре 2017 финишировала 2-й на Московском международном марафоне.
В сентябре 2019 победила на Московском международном марафоне.
В апреле 2021 финишировала 2-й на Чемпионате России по марафонскому бегу (Сочи).
В августе 2022 победила на Сибирском международном марафоне в третий раз. У Марины Ковалёвой 3 победы на этом старте, как у Алины Ивановой. Среди женщин чаще (4 раза) побеждала только Лилия Яджак.
В сентябре 2022 победила на Московском международном марафоне во второй раз.

## Благотворительность
Марина Ковалёва неоднократно стартовала на благотворительных забегах. Также она участвует в проекте "Атлет во благо" фонда "Синдром любви", помогающим детям с особенностями развития.